# Zitieren von Rechtsnormen
Beim Zitieren von Rechtsnormen haben sich gewisse Regeln in der Rechtswissenschaft entwickelt, um Aussagen in möglichst einheitlicher Form mit Normen zu belegen. Sinn eines Zitates ist, dass der Leser eine Aussage überprüfen kann, indem er in der zitierten Quelle nachliest. Damit ein Auffinden dieser Quelle möglich ist, muss der Autor einer juristischen Arbeit die Rechtsnormen daher so genau wie möglich angeben.
Zwar wird im Folgenden zur Vereinfachung lediglich der Begriff Gesetz verwendet, allerdings können die folgenden Regeln auch auf Zitate von Verordnungen, Richtlinien, Satzungen und Verträgen angewendet werden.

## Grundregeln
In wissenschaftlichen Arbeiten werden die Normen regelmäßig direkt im Text zitiert, während Rechtsprechung und Literatur in Fußnoten oder Klammern angegeben wird. Zitierte Gesetze werden nicht im Literaturverzeichnis aufgeführt. Ebenso ist ein Quellenverzeichnis für die zitierten Gesetze überflüssig.

### Paragraph und Artikel
Das Zitat beginnt mit der Nennung des jeweiligen Paragraphen oder Artikels.
Ein Paragraph wird mit dem Symbol „§“ abgekürzt, mehrere Paragraphen mit „§§“. Ein Artikel wird sowohl im Singular als auch im Plural mit „Art.“ abgekürzt. Während der deutsche Gesetzgeber gehalten ist, beim Formulieren des Gesetzestextes Abkürzungen zu vermeiden, nutzt man in wissenschaftlichen Arbeiten in der Regel Abkürzungen für die Gliederungsebenen. Hinter den jeweiligen Abkürzungen wird entsprechend der Norm DIN 5008 ein Punkt gesetzt.
Erfolgt die Bezeichnung der Paragraphen oder Artikel in römischen Zahlen, wie es bei einigen völkerrechtlichen Verträgen der Fall ist, sind diese auch beim Zitieren zu verwenden.
Werden zwei aufeinanderfolgende Paragraphen oder Artikel zitiert, ist der erste zu nennen und dahinter ein „f.“ zu setzen. Bei mehr als zwei aufeinanderfolgenden Normen wird häufig ein „ff.“ gesetzt. Da der Leser dann allerdings nicht weiß, wie weit das Zitat reicht, ist die erste und letzte zu zitierende Norm verbunden durch einen Bindestrich anzugeben.
Häufig tragen später ins Gesetz eingefügte Paragraphen oder Artikel nach der Nummer einen Buchstaben. Dieser ist hinter der Nummer ohne Leerzeichen anzugeben.
Einfache Beispiele:
```
§ 1 BGB                 
lies: „Paragraph eins BGB“

Art. 17 GG              
lies: „Artikel siebzehn GG“

Art. 231 § 4 EGBGB      
lies: „Artikel zweihunderteinunddreißig Paragraph vier EGBGB“

Art. IX BWÜ             
lies: „Artikel neun BWÜ“
```

Beispiele aufeinanderfolgender Normen:
```
§§ 12 f. ZPO            
lies: „Paragraphen zwölf (und der) folgende ZPO“

§§ 12 ff. ZPO           
lies: „Paragraphen zwölf fortfolgende / und die folgenden ZPO“

Art. 20 – 37 GG         
lies: „Artikel zwanzig bis siebenunddreißig GG“
```

Beispiele mit eingeschobener Norm:
```
Art. 20a GG            
lies: „Artikel zwanzig a GG“

§ 312f BGB             
lies: „Paragraph dreihundertzwölf f BGB“
```

### Unterebenen
Die Regeln zu eingeschobenen und zu mehreren aufeinanderfolgenden Paragraphen und Artikeln können auf die Unterebenen übertragen werden.

#### Absatz und Unterabsatz
Es gibt mehrere Möglichkeiten, einen Absatz, der herkömmlich die Ebene unterhalb des Paragraphen oder des Artikels bezeichnet, zu zitieren. Innerhalb eines Dokumentes sollte nicht zwischen den Möglichkeiten gewechselt werden.
Ein Absatz wird sowohl im Singular als auch im Plural mit „Abs.“ abgekürzt. Alternativ ist es möglich, die Abkürzung „Abs.“ wegzulassen und den Absatz in römischen Zahlen darzustellen. Eine weitere Möglichkeit ist es, die Nummer des Absatzes in Klammern zu nennen, was jedoch in Deutschland unüblich ist.
Als Ebene unterhalb des Absatzes findet man in Rechtsnormen der Europäischen Union häufig Unterabsätze. Diese werden mit „UAbs.“ abgekürzt.
Beispiele der Verwendung der Abkürzung, römischer Zahlen und Klammern:
```
Art. 95 Abs. 5 EG
Art. 95 V EG
Art. 95 (5) EG
```

Beispiel eines Unterabsatzes:
```
Art. 256 Abs. 1 UAbs. 1 AEUV
```

#### Satz und Halbsatz
Der Satz wird mit „S.“ abgekürzt. Da dies auch für „Seite“ stehen könnte, wird mitunter empfohlen keine Abkürzung zu verwenden, sondern „Satz“ auszuschreiben. Ein Satz kann die Ebene unterhalb des Paragraphen bzw. Artikels oder unterhalb des Absatzes bzw. Unterabsatzes sein. Ist ein Satz die Unterebene eines Absatzes, wird die Abkürzung weggelassen, wenn der Absatz in römischen Zahlen oder in Klammern angegeben wird.
Halbsätze entstehen, wenn ein Satz durch Semikolon geteilt wird. Halbsätze werden mit „Hs.“ abgekürzt.
Satz als Unterebene eines Paragraphen, Artikels und Unterabsatzes:
```
§ 2 S. 3 HGB
Art. 23 S. 2 EGBGB
Art. 256 Abs. 1 UAbs. 1 S. 1 AEUV
```

Satz als Unterebene eines Absatzes:
```
§ 19 Abs. 4 S. 1 BVerfGG
§ 19 IV 1 BVerfGG
§ 19 (4) 1 BVerfGG
```

Beispiel eines Halbsatzes:
```
§ 11 S. 1 2. Hs. BGB
```

#### Alternative, Variante und Fall
Eine Norm kann auch, ohne formal geteilt zu sein, eine sinngemäße Aufteilung haben. Dies sind Alternativen, Varianten oder Fälle.
Während Alternativen mit „Alt.“ und Varianten mit „Var.“ abgekürzt werden, wird das Wort „Fall“ ausgeschrieben.
Beispiel einer Alternative, einer Variante und eines Falles:
```
§ 48 Abs. 2 Alt. 2 GmbHG
§ 261 Abs. 1 S. 1 Var. 3 StGB
Art. 3 Abs. 3 S. 1 Fall 4 GG
```

#### Aufzählung
Einige Normen enthalten Aufzählungen. Sind diese durchnummeriert, so ist die Nummer nach der Abkürzung „Nr.“ zu zitieren. Ist die Aufzählung alphabetisch gegliedert, wird der Buchstabe nach der Abkürzung „lit.“ (lateinisch für littera) angegeben. Wenn ein Buchstabe in Unterbuchstaben weiter unterteilt ist, wird die Abkürzung „sublit.“ verwendet. In nationalen Normen wird der Unterbuchstabe als Doppelbuchstabe angegeben, in europäischen Rechtsnormen und völkerrechtlichen Verträgen ist dieser hingegen meist in klein geschriebenen römischen Zahlen zu zitieren.
Erfolgt die Aufzählung in der Norm durch Spiegelstriche (Geviertstrich „—“ oder Halbgeviertstrich „–“), also ohne Nummerierung, sind die Striche abzuzählen und dann die jeweilige Nummer nach dem nicht abzukürzenden Wort „Spiegelstrich“ anzugeben.
Beispiele nummerierter, alphabetisch gegliederter und nicht nummerierter Aufzählungen:
```
§ 811 Abs. 1 Nr. 11 ZPO
Art. 12 lit. d EUV
§ 309 Nr. 8 lit. b sublit. dd BGB
Art. 218 Abs. 6 UAbs. 2 lit. a sublit. iv AEUV
Art. 13 Abs. 1 UAbs. 2 Spiegelstrich 7 EUV
```

### Gesetzesname
Das Zitat wird mit der Nennung des jeweiligen Gesetzes geschlossen.
Allgemein bekannte Gesetze werden in der Regel abgekürzt zitiert. Wenn der Gesetzgeber eine offizielle Abkürzung festgelegt hat, ist diese zu verwenden, anderenfalls ist für deutsche Normen auf den Kirchner und für österreichische Normen auf Friedl/Loebenstein zurückzugreifen. Entsprechend der DIN-Norm 5008 folgt hinter der Abkürzung des Gesetzes kein Punkt. Für selten zitierte Gesetze empfiehlt es sich, ebenfalls die Abkürzung zu nutzen und bei der erstmaligen Verwendung in einer Fußnote das Gesetz genau zu bezeichnen.
In die Fußnote sind dann aufzunehmen:
- der Gesetzestitel,
- der evtl. vorhandene Kurztitel,
- das Datum der Beschlussfassung (Deutschland) bzw. der Kundmachung (Österreich) in der Form TT.MM.JJJJ,
- die Abkürzung des amtlichen Blattes, in welchem das Gesetz veröffentlicht wurde,
- das Erscheinungsjahr des amtlichen Blattes,
- und die Zahl der Seite, auf der das Gesetz im amtlichen Blatt beginnt.[53][54]

Hierbei kann das Erscheinungsjahr des amtlichen Blattes weggelassen werden, wenn es identisch mit dem bereits angegebenen Jahr der Beschlussfassung oder Kundmachung ist.
Eine kürzere Variante, in welcher in der Fußnote lediglich das amtliche Blatt, dessen Erscheinungsjahr und die Seitenzahl angegeben wird, ist ebenfalls möglich.
Besteht das Gesetz aus mehreren Büchern, wird hinter der Abkürzung in römischen Ziffern die jeweilige Nummer genannt.
Soll das Gesetz im Text nicht abgekürzt werden, ist der Gesetzesname im Genitiv anzugeben.
Wird eine alte Fassung des Gesetzes zitiert, ist dies hinter dem Gesetzesnamen mit „aF“ deutlich zu machen. Neue Fassungen kann man bei Bedarf mit „nF“ kennzeichnen.
Wenn von verschiedenen Staaten oder (Bundes-)Ländern der idente Name für ein Gesetz gebraucht wird, so ist zur Unterscheidung vor das abgekürzte Gesetz ein Hinweis auf den Geltungsbereich in Kleinbuchstaben zu geben; dazu kann auf die ISO 3166 (Deutschland: de, Österreich: at, Schweiz: ch) zurückgegriffen werden, für Deutschland hat sich aber „d“ und für Österreich „a“ oder „ö“ als gängig erwiesen. Die Kennzeichnung ist insbesondere dann wichtig, wenn die entsprechend gleich benannten Gesetze – historisch bedingt – auch noch einen ähnlichen Inhalt aufweisen.
Verwendung der Abkürzung des Gesetzes im Text:
```
Die Kuhprämie beträgt gemäß 
§
 
7 Abs.
 
1 S.
 
2 MilchSoPrG
1
 je Kuh 21
 
€.
```

Vollständiger Titel des Gesetzes in der Fußnote:
```
1
 Gesetz über ein Sonderprogramm mit Maßnahmen für Milchviehhalter (Milch-Sonderprogrammgesetz) vom 14.04.2010, BGBl. I 2010, 410.
```

Vollständiger Titel des Gesetzes in der Fußnote, jedoch ohne zusätzliche Jahresangabe:
```
1
 Gesetz über ein Sonderprogramm mit Maßnahmen für Milchviehhalter (Milch-Sonderprogrammgesetz) vom 14.04.2010, BGBl. I 410.
```

Alternative Kurzangabe in der Fußnote:
```
1
 BGBl. I 2010, 410.
```

Beispiel eines Zitates mit Angabe des Buches:
```
§ 25 SGB VIII
```

Beispiel einer unabgekürzten Gesetzesangabe:
```
§ 40 des Verwaltungsverfahrensgesetzes
```

Beispiele von Zitaten alter und neuer Gesetzesfassungen:
```
§ 462 Alt. 1 BGB aF
§ 323 Abs. 1 BGB nF
```

Beispiele von Zitaten mit Unterscheidung für unterschiedliche Staaten:
```
§ 15 dGmbHG 
oder
 § 15 deGmbHG
§ 15 aGmbHG 
oder
 § 15 atGmbHG
```

## Besonderheiten bei digitalen Texten
Um ungewollte automatische Zeilenumbrüche bei Rechtsvorschriften in digitalen Texten zu vermeiden, ist zwischen der jeweiligen Abkürzung und der Ziffer anstatt eines Leerzeichens ein geschütztes Leerzeichen zu verwenden.
Beispiel für die Verwendung geschützter Leerzeichen: § 433 Abs. 1 S. 1 BGB
```
in HTML: 
§
 
433 Abs.
 
1 S.
 
1 BGB

in LaTeX: 
\S~433 Abs.~1 S.~1 BGB
```